# Honorable Adversaire

Honorable Adversaire est une nouvelle humoristique de science-fiction de Clifford Simak, parue en 1956. 

## Publications
La nouvelle est parue sous le titre original Honorable Opponent.
Elle est parue en français dans le recueil Histoires de guerres futures (1984).

## Résumé
Une guerre terrible a eu lieu entre les Humains et les Fivers, des extraterrestres rencontrés récemment. Les combats ont tous tourné au désastre pour la Terre. Pour un vaisseau fiver détruit, dix vaisseaux terriens le furent.
Un armistice a été convenu, au cours duquel on doit échanger des prisonniers. Les pourparlers ont été longs, car les Fivers ne raisonnent pas du tout comme les Humains.
Ce jour-là, sur cette lointaine planète, les Humains attendent la délégation fiver, qui a de nombreuses heures de retard. Les Humains commencent à s'impatienter. Enfin, les Fivers arrivent.
L'entrevue est courtoise.
Le chef de la délégation fiver se permet d'expliquer aux Humains pourquoi ils ont perdu la dernière bataille : c'était dû à une très légère erreur tactique, qui a entraîné la perte de nombreux vaisseaux. Le Fiver dessine des cartes avec des flèches pour décrire le champ de bataille et, donnant des leçons de stratégie, explique les raisons de l'échec humain. 
Puis, au cours de la conversation, les généraux humains apprennent avec stupéfaction que les Fivers ne leur faisaient pas la guerre, mais qu'en réalité ils jouaient. Un peu comme au jeu d'échecs, sauf que, là, c'était avec des vaisseaux spatiaux. Au lieu de détruire l'ennemi, il faut le capter avec des rayons capteurs, tout simplement. Et les Fivers offrent aux Humains de nombreux capteurs : ainsi, on pourra jouer à faire la guerre dans des conditions équitables et loyales ! 
Par ailleurs, les Fivers annoncent aux Humains que tous les vaisseaux spatiaux déjà faits prisonniers leur sont aujourd'hui restitués. Avec de l'entraînement, nul doute que les parties à venir seront très agréables à jouer… Cette guerre était une partie géante de wargame.